# Villa Paganini (Rom)
Villa Paganini (auch Villa Alberoni Paganini) ist ein Park in Rom in der Nähe der Via Nomentana gegenüber der Villa Torlonia.
Der Name geht auf einen der ehemaligen Besitzer, den Senator Roberto Paganini zurück. Er war zwar einer der (zeitweiligen) Besitzer des Parks, die besondere Gestaltung der Parkanlagen ist jedoch mit dem Kardinal Giulio Alberoni verbunden.
Die Ursprünge des Parks reichen bis in das späte 15. Jahrhundert zurück. Kardinal Mariano Pierbenedetti da Camerino, Gouverneur Roms, beschloss, im damaligen Weingarten einen Brunnen bauen zu lassen. Nachfolgende Besitzer waren Benedetto Odescalchi (später Papst Innozenz XI.) und Kardinal Giulio Alberoni. Nach dem Tode Alberonis 1752 wurde der Park an Luigi Mirri verkauft und ging wenig später an Argentinerbrüder über und letztendlich im Jahr 1832 an die Jesuiten.
Nach zahlreichen weiteren Besitzerwechseln erwarb im Jahr 1890 der Senator Roberto Paganini den Park. Aufgrund des damals stark wachsenden Roms erfolgte eine Aufspaltung des Geländes in mehrere Grundstücke. 1913 gaben die Erben Paganinis den Park an den Grafen Enrico Lutzow ab. 1934 ging der Park in das Eigentum der Stadt Rom über. Auf dem Areal befindet sich ein Montessori-Kindergarten. Der Park wurde nach einer Sanierung 2004 wiedereröffnet. Die Wege im Park sind nach Opfern der Mafia benannt.